# U-48
O Unterseeboot 48 foi um submarino alemão da Kriegsmarine que atuou durante a Segunda Guerra Mundial. Foram abertos buracos em seu casco para afundar no dia 3 de maio de 1945 em Neustadt, Alemanha .

## Comandantes
| Comandante                  | Período                                        |
| --------------------------- | ---------------------------------------------- |
| Kptlt. Herbert Schultze     | 22 de abril de 1939 – 20 de maio de 1940       |
| KKpt. Hans Rudolf Rösing    | 21 de maio de 1940 – 3 de setembro de 1940     |
| Kptlt. Heinrich Bleichrodt  | 4 de setembro de 1940 – 16 de dezembro de 1940 |
| Kptlt. Herbert Schultze     | 17 de dezembro de 1940 – 27 de julho de 1941   |
| Oblt.zS. Siegfried Atzinger | agosto de 1941 – setembro de 1942              |
| Oblt.zS. Diether Todenhagen | 26 de setembro de 1942 – outubro de 1943       |

Kptlt. (Kapitänleutnant) - Capitão-tenente

KKpt. (Korvettenkapitän) - Capitão de corveta

Oblt.zS. (Oberleutnant) - Primeiro-tenente

## Carreira

### Subordinação

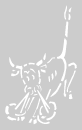
7. Unterseebootsflottille.

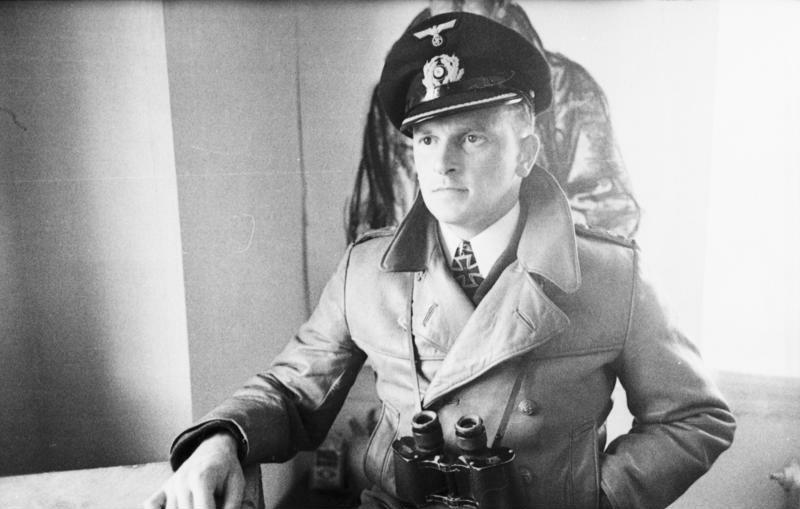
Kptlt. Herbert Schultze.

O submarino esteve subordinado a três diferentes flotilhas exercendo funções diversas.

| Período                                       | Flotilha                                     | Situação operacional | Base             |
| --------------------------------------------- | -------------------------------------------- | -------------------- | ---------------- |
| 22 de abril de 1939 – 31 de agosto de 1939    | 7. Unterseebootsflottille (Flotilha Wegener) | KB                   | Kiel             |
| 1 de setembro de 1939 – 14 de outubro de 1939 | 7. Unterseebootsflottille (Flotilha Wegener) | FB                   | Kiel             |
| 1 de janeiro de 1940 – 30 de junho de 1941    | 7. Unterseebootsflottille                    | FB                   | Kiel/St. Nazaire |
| 1 de julho de 1941 – 31 de março de 1942      | 26. Unterseebootsflottille                   | AB                   | Pillau           |
| 1 de abril de 1942 – 31 de outubro de 1943    | 21. Unterseebootsflottille                   | AB                   | Pillau           |

KB (Kampfboot) - u-boot comissionado e pronto para o combate 

FB (Frontboot) - submarino atuando na linha de frente 

AB (Ausbildungsboot) - submarino de treinamento

### Patrulhas
|       | Comandante                 | Partida                | Partida     | Chegada                 | Chegada     | Dias     | Toneladas |
| ----- | -------------------------- | ---------------------- | ----------- | ----------------------- | ----------- | -------- | --------- |
| 1     | Kptlt. Herbert Schultze    | 19 de agosto de 1939   | Kiel        | 17 de setembro de 1939  | Kiel        | 30       | 14 777    |
| 2     | Kptlt. Herbert Schultze    | 4 de outubro de 1939   | Kiel        | 25 de outubro de 1939   | Kiel        | 22       | 37 153    |
| 3     | Kptlt. Herbert Schultze    | 20 de novembro de 1939 | Kiel        | 20 de dezembro de 1939  | Kiel        | 31       | 25 618    |
| 4     | Kptlt. Herbert Schultze    | 24 de janeiro de 1940  | Kiel        | 26 de fevereiro de 1940 | Kiel        | 34       | 31 526    |
| 5     | Kptlt. Herbert Schultze    | 3 de abril de 1940     | Kiel        | 20 de abril de 1940     | Kiel        | 18       |           |
| 6     | KKpt. Hans Rudolf Rösing   | 26 de maio de 1940     | Kiel        | 29 de junho de 1940     | Kiel        | 35       | 37 421    |
| 7     | KKpt. Hans Rudolf Rösing   | 7 de agosto de 1940    | Kiel        | 28 de agosto de 1940    | Lorient     | 22       | 29 169    |
| 8     | Kptlt. Heinrich Bleichrodt | 8 de setembro de 1940  | Lorient     | 25 de setembro de 1940  | Lorient     | 18       | 39 554    |
| 9     | Kptlt. Heinrich Bleichrodt | 5 de outubro de 1940   | Lorient     | 27 de outubro de 1940   | Kiel        | 23       | 43 106    |
| 10    | Kptlt. Herbert Schultze    | 20 de janeiro de 1941  | Kiel        | 27 de fevereiro de 1941 | St. Nazaire | 39       | 8 640     |
| 11    | Kptlt. Herbert Schultze    | 17 de março de 1941    | St. Nazaire | 8 de abril de 1941      | St. Nazaire | 23       | 22 989    |
| 12    | Kptlt. Herbert Schultze    | 22 de maio de 1941     | St. Nazaire | 21 de junho de 1941     | Kiel        | 31       | 38 462    |
| Total | Total                      | Total                  | Total       | Total                   | Total       | 326 dias | 328 415 t |

### Navios atacados peloU-48
- 51 navios afundados num total de 306 875 GRT
- 1 navio de guerra afundado num total de 1 060 toneladas
- 3 navios danificados num total de 20 480 GRT [2]

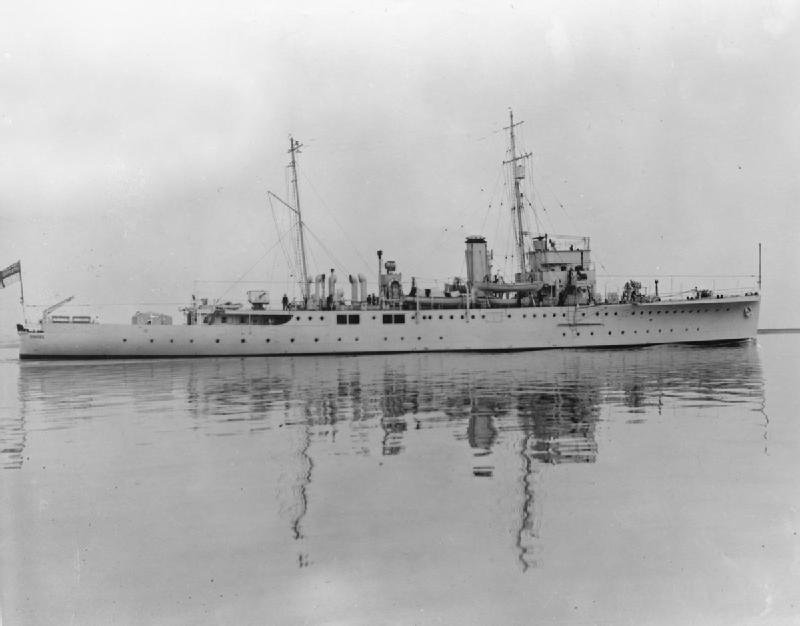
HMS Dundee.

| Data                    | Comandante          | Nome da Embarcação     | Toneladas | Nacionalidade          | Comboio |
| ----------------------- | ------------------- | ---------------------- | --------- | ---------------------- | ------- |
| 5 de setembro de 1939   | Herbert Schultze    | Royal Sceptre          | 4 853     | Reino Unido            |         |
| 8 de setembro de 1939   | Herbert Schultze    | Winkleigh              | 5 055     | Reino Unido            |         |
| 11 de setembro de 1939  | Herbert Schultze    | Firby                  | 4 869     | Reino Unido            |         |
| 12 de outubro de 1939   | Herbert Schultze    | Emile Miguet           | 14 115    | França                 | KJ-2    |
| 13 de outubro de 1939   | Herbert Schultze    | Heronspool             | 5 202     | Reino Unido            | OB-17   |
| 13 de outubro de 1939   | Herbert Schultze    | Louisiane              | 6 903     | França                 | OA-17   |
| 14 de outubro de 1939   | Herbert Schultze    | Sneaton                | 3 677     | Reino Unido            |         |
| 17 de outubro de 1939   | Herbert Schultze    | Clan Chisholm          | 7 256     | Reino Unido            | HG-3    |
| 27 de novembro de 1939  | Herbert Schultze    | Gustaf E. Reuter       | 6 336     | Suécia                 |         |
| 8 de dezembro de 1939   | Herbert Schultze    | Brandon                | 6 668     | Reino Unido            | OB-48   |
| 9 de dezembro de 1939   | Herbert Schultze    | San Alberto            | 7 397     | Reino Unido            | OB-48   |
| 15 de dezembro de 1939  | Herbert Schultze    | Germaine               | 5 217     | Grécia                 |         |
| 10 de fevereiro de 1940 | Herbert Schultze    | Burgerdijk             | 6 853     | Países Baixos          |         |
| 14 de fevereiro de 1940 | Herbert Schultze    | Sultan Star            | 12 306    | Reino Unido            |         |
| 15 de fevereiro de 1940 | Herbert Schultze    | Den Haag               | 8 971     | Países Baixos          |         |
| 17 de fevereiro de 1940 | Herbert Schultze    | Wilja                  | 3 396     | Finlândia              |         |
| 5 de junho de 1940      | Hans Rudolf Rösing  | Stancor                | 798       | Reino Unido            |         |
| 7 de junho de 1940      | Hans Rudolf Rösing  | Eros (danificado)      | 5 888     | Reino Unido            |         |
| 7 de junho de 1940      | Hans Rudolf Rösing  | Frances Massey         | 4 212     | Reino Unido            |         |
| 11 de junho de 1940     | Hans Rudolf Rösing  | Violando N. Goulandris | 3 598     | Grécia                 |         |
| 19 de junho de 1940     | Hans Rudolf Rösing  | Baron Loudoun          | 3 164     | Reino Unido            | HGF-34  |
| 19 de junho de 1940     | Hans Rudolf Rösing  | British Monarch        | 5 661     | Reino Unido            | HGF-34  |
| 19 de junho de 1940     | Hans Rudolf Rösing  | Tudor                  | 6 607     | Noruega                | HGF-34  |
| 20 de junho de 1940     | Hans Rudolf Rösing  | Moordrecht             | 7 493     | Países Baixos          | HX-49   |
| 16 de agosto de 1940    | Hans Rudolf Rösing  | Hedrun                 | 2 325     | Suécia                 | OB-197  |
| 19 de agosto de 1940    | Hans Rudolf Rösing  | Ville de Gand          | 7 590     | Bélgica                |         |
| 24 de agosto de 1940    | Hans Rudolf Rösing  | La Brea                | 6 666     | Reino Unido            | HX-65   |
| 25 de agosto de 1940    | Hans Rudolf Rösing  | Athelcrest             | 6 825     | Reino Unido            | HX-65A  |
| 25 de agosto de 1940    | Hans Rudolf Rösing  | Empire Merlin          | 5 763     | Reino Unido            | HX-65A  |
| 15 de setembro de 1940  | Heinrich Bleichrodt | Alexandros             | 4 343     | Grécia                 | SC-3    |
| 15 de setembro de 1940  | Heinrich Bleichrodt | Empire Volunteer       | 5 319     | Reino Unido            | SC-3    |
| 15 de setembro de 1940  | Heinrich Bleichrodt | HMS Dundee (L-84)      | 1 060     | Marinha Real Britânica | SC-3    |
| 18 de setembro de 1940  | Heinrich Bleichrodt | City of Benares        | 11 081    | Reino Unido            | OB-213  |
| 18 de setembro de 1940  | Heinrich Bleichrodt | Magdalena              | 3 118     | Reino Unido            | SC-3    |
| 18 de setembro de 1940  | Heinrich Bleichrodt | Marina                 | 5 088     | Reino Unido            | OB-213  |
| 21 de setembro de 1940  | Heinrich Bleichrodt | Blairangus             | 4 409     | Reino Unido            | HX-72   |
| 21 de setembro de 1940  | Heinrich Bleichrodt | Broompark (danificado) | 5 136     | Reino Unido            | HX-72   |
| 11 de outubro de 1940   | Heinrich Bleichrodt | Brandanger             | 4 624     | Noruega                | HX-77   |
| 11 de outubro de 1940   | Heinrich Bleichrodt | Port Gisborne          | 8 390     | Reino Unido            | HX-77   |
| 12 de outubro de 1940   | Heinrich Bleichrodt | Davanger               | 7 102     | Noruega                | HX-77   |
| 17 de outubro de 1940   | Heinrich Bleichrodt | Languedoc              | 9 512     | Reino Unido            | SC-7    |
| 17 de outubro de 1940   | Heinrich Bleichrodt | Scoresby               | 3 843     | Reino Unido            | SC-7    |
| 18 de outubro de 1940   | Heinrich Bleichrodt | Sandsend               | 3 612     | Reino Unido            | OB-228  |
| 20 de outubro de 1940   | Heinrich Bleichrodt | Shirak                 | 6 023     | Reino Unido            | HX-79   |
| 1 de fevereiro de 1941  | Herbert Schultze    | Nicolas Angelos        | 4 351     | Grécia                 |         |
| 24 de fevereiro de 1941 | Herbert Schultze    | Nailsea Lass           | 4 ,289    | Reino Unido            | SLS-64  |
| 29 de março de 1941     | Herbert Schultze    | Germanic               | 5 352     | Reino Unido            | HX-115  |
| 29 de março de 1941     | Herbert Schultze    | Hylton                 | 5 197     | Reino Unido            | HX-115  |
| 29 de março de 1941     | Herbert Schultze    | Limbourg               | 2 483     | Bélgica                | HX-115  |
| 2 de abril de 1941      | Herbert Schultze    | Beaverdale             | 9 957     | Reino Unido            |         |
| 3 de junho de 1941      | Herbert Schultze    | Inversuir (danificado) | 9 456     | Reino Unido            | OB-327  |
| 5 de junho de 1941      | Herbert Schultze    | Wellfield              | 6 054     | Reino Unido            | OB-328  |
| 6 de junho de 1941      | Herbert Schultze    | Tregarthen             | 5 201     | Reino Unido            | OB-329  |
| 8 de junho de 1941      | Herbert Schultze    | Pendrecht              | 10 746    | Países Baixos          | OB-329  |
| 12 de junho de 1941     | Herbert Schultze    | Empire Dew             | 7 005     | Reino Unido            |         |
| Total                   | Total               | Total                  | 328 415 t |                        |         |

### Operações conjuntas de ataque
O U-48 participou com outros u-boots de duas ações de combate conjunta com o emprego da tática conhecida como Rudeltaktik, que copiavam o esquema de ataque utilizado por uma matilha de lobos. Estas operações receberam os seguintes codinomes:
- Rösing (12 de junho de 1940 - 15 de junho de 1940), submarinos envolvidos na operação: U-29, U-43, U-46, U-48 e U-101.[6]
- West (19 de maio de 1941 - 6 de junho de 1941),  submarinos envolvidos na operação: U-43, U-46,U-48, U-66,U-73, U-74,U-75, U-77, U-93, U-94, U-97, U-98,U-101, U-108, U-109,U-110, U-111, U-201,U-204, U-553, U-556,U-557 e U-771.[7]